# Tomáš Řepka
Tomáš Řepka (* 2. ledna 1974 Brumov-Bylnice) je bývalý profesionální český fotbalový obránce a reprezentant. Typ důrazného nekompromisního obránce, známý i disciplinárními prohřešky. V zahraničí působil v italském klubu ACF Fiorentina a anglickém West Hamu United.

## Klubová kariéra
Pochází z malého městečka Brumov-Bylnice, kde také začal svou fotbalovou dráhu v TJ Spartak MEZ Brumov. Jeho otcem je bývalý ligový fotbalista Petr Vokáč. V patnácti letech odešel do Zlína, odkud poté přestoupil do Baníku Ostrava. Z Ostravy přestoupil do pražské Sparty.

### AC Sparta Praha
Ve Spartě hrál dvakrát, nejprve v letech 1995–1998 a poté po návratu z ciziny v letech 2006–2011.
V sezoně 2006/07 získal se Spartou svůj další titul v Gambrinus lize. V následujícím ročníku 2007/08 naopak přispěl svým pověstným „blikancem“ k tomu, že Spartě ligové prvenství uniklo. Ve 28. kole byl již ve 2. minutě utkání vyloučen poté, co hodil míč do obličeje útočníkovi Brna Aleši Bestovi. Pražský klub ztratil po prohře 0:2 důležité body a i další dvě kola prohrál.
15. května 2010 rozhodl Tomáš Řepka svým gólem v posledním ligovém kole proti Teplicím o titulu pro Spartu. Ve 47. minutě po centru Igora Žofčáka hlavičkoval přesně za záda teplického brankáře Slavíka, který si na míč sáhl, ale nedokázal jej vyrazit. Sparta Praha zvítězila 1:0 a stala se šampionem.
8. července 2010 nastoupil v dresu Sparty k historicky prvnímu zápasu Českého Superpoháru, který sehrávají mistr ligy a vítěz národního poháru uplynulého ročníku. Ve 28. minutě zápasu byl za faul na plzeňského Milana Petrželu vyloučen, pražský klub i přesto dokázal oslaben o jednoho hráče zvítězit 1:0.
Koncem roku 2011 ztratila Sparta zájem o jeho služby a Tomáš Řepka přestoupil v lednu 2012 do Dynama České Budějovice. Odnesl si s sebou na přilepšenou týmovou pokladnu, do níž hráči platili např. pokuty, zápisné, peníze za první starty nebo za vstřelené branky nebo i za narození dětí. V únoru 2014 v pořadu Show Jana Krause uvedl, že pokladnu dostal „na cestu“, aby mu pak mohlo být ublíženo tvrzením, že ji ukradl.

### SK Dynamo České Budějovice
Na jaře sezóny 2011/12 odehrál v Českých Budějovicích 14 ligových zápasů a pomohl týmu k záchraně v Gambrinus lize.
V 8. ligovém kole sezóny 2012/13 22. září 2012 rozhodl v 80. minutě jediným gólem Českých Budějovic o dělbě bodů v zápase proti domácí 1. FK Příbrami (1:1). Byl to jeho první gól v dresu Dynama České Budějovice a první ligový od května 2010. V 10. ligovém kole 7. října 2012 proti domácímu Jablonci protestoval Řepka proti nařízenému pokutovému kopu v 87. minutě tak vehementně, že si za to vysloužil žlutou a následně i červenou kartu. Rozhodčí Franěk uvedl do zápisu, že šlo o hrubé nesportovní chování. Hráč dostal stop na 4 utkání plus jedno navíc za čtvrtou žlutou kartu (celkem tedy stop na 5 zápasů). Jablonec vyhrál i díky proměněnému pokutovému kopu (Davidem Lafatou) 2:1. Koncem listopadu 2012 České Budějovice vypověděly smlouvu s hráčem. Za Dynamo Č. Budějovice nastoupil v lize ke 24 zápasům, v nichž vstřelil 1 gól.
Po skončení aktivní hráčské kariéry působil v I.A třídě v týmu SK Hvozdnice.

### Klubové statistiky
| 1991/92               | FC Baník Ostrava OKD    | Česko  | 1. liga          | 16 | 1 |
| 1992/93               | FC Baník Ostrava OKD    | Česko  | 1. liga          | 19 | 0 |
| 1993/94               | FC Baník Ostrava OKD    | Česko  | 1. liga          | 26 | 2 |
| 1994/95               | FC Baník Ostrava        | Česko  | 1. liga          | 16 | 0 |
| 1995/96               | AC Sparta Praha         | Česko  | 1. liga          | 29 | 3 |
| 1996/97               | AC Sparta Praha         | Česko  | 1. liga          | 25 | 1 |
| 1997/98               | AC Sparta Praha         | Česko  | 1. liga          | 28 | 2 |
| 1998/99               | AC Fiorentina           | Itálie | Serie A          | 31 | 0 |
| 1999/00               | AC Fiorentina           | Itálie | Serie A          | 29 | 0 |
| 2000/01               | AC Fiorentina           | Itálie | Serie A          | 28 | 0 |
| 2001/02               | AC Fiorentina           | Itálie | Serie A          | 2  | 0 |
| 2001/02               | West Ham United FC      | Anglie | Premier League   | 31 | 0 |
| 2002/03               | West Ham United FC      | Anglie | Premier League   | 32 | 0 |
| 2003/04               | West Ham United FC      | Anglie | 2. anglická liga | 40 | 0 |
| 2004/05               | West Ham United FC      | Anglie | 2. anglická liga | 42 | 0 |
| 2005/06               | West Ham United FC      | Anglie | Premier League   | 19 | 0 |
| 2005/06               | AC Sparta Praha         | Česko  | 1. liga          | 13 | 0 |
| 2006/07               | AC Sparta Praha         | Česko  | 1. liga          | 25 | 0 |
| 2007/08               | AC Sparta Praha         | Česko  | 1. liga          | 20 | 1 |
| 2008/09               | AC Sparta Praha         | Česko  | 1. liga          | 22 | 0 |
| 2009/10               | AC Sparta Praha         | Česko  | 1. liga          | 28 | 1 |
| 2010/11               | AC Sparta Praha         | Česko  | 1. liga          | 22 | 0 |
| 2011/12               | AC Sparta Praha         | Česko  | 1. liga          | 3  | 0 |
| 2011/12               | SK Dynamo Č. Budějovice | Česko  | 1. liga          | 14 | 0 |
| 2012/13               | SK Dynamo Č. Budějovice | Česko  | 1. liga          | 10 | 1 |
| 2013                  | SK Hvozdnice            | Česko  | I. A třída       | 1  | 0 |
| Platí k 21. září 2013 |                         |        |                  |    |   |

## Disciplinární problémy
Řepka byl znám jako hráč, který měl velké problémy s disciplínou.
| Mužstvo                                | Červené karty |
| -------------------------------------- | ------------- |
| FC Baník Ostrava                       | 1             |
| AC Sparta Praha                        | 4             |
| ACF Fiorentina                         | 5             |
| West Ham United FC                     | 4             |
| SK Dynamo České Budějovice             | 1             |
| Česká fotbalová reprezentace           | 2             |
| Česká fotbalová reprezentace do 21 let | 1             |
| Celkem                                 | 18            |

## Reprezentační kariéra

### Československo
V roce 1993 nastoupil k jednomu utkání za společnou reprezentaci Československa, 16. června 1993 odehrál celé kvalifikační utkání proti domácímu týmu Faerských ostrovů (Československo vyhrálo 3:0).

### Česká republika
Za ČR odehrál v roce 1996 2 zápasy v reprezentaci do 21 let.
První zápas v A-mužstvu samostatné české reprezentace absolvoval Tomáš Řepka 23. února 1994 proti Turecku, byl to zároveň první zápas samostatné České republiky od rozdělení Československa. Toto přátelské utkání český celek vyhrál v Istanbulu 4:1. Tomáš Řepka nastoupil do zápasu v 78. minutě za Karla Poborského.
Zúčastnil se Mistrovství Evropy 2000, kde Česká republika nepostoupila ze základní skupiny.
Celkem odehrál v letech 1994–2001 v A-mužstvu české reprezentace 45 zápasů (28 výher, 8 remíz, 9 proher) a vstřelil 1 gól.

### Reprezentační góly a zápasy
Góly Tomáše Řepky v A-mužstvu České republiky
| Gól | Datum      | Stadion      | Soupeř  | Skóre (min.) | Výsledek | Soutěž                   | Gól         |
| --- | ---------- | ------------ | ------- | ------------ | -------- | ------------------------ | ----------- |
| 010 | 9. 6. 1999 | Letná, Praha | Skotsko | 01:20 (65.)  | 3:2      | Kvalifikace na Euro 2000 | padl ze hry |

| Rok    | Zápasy | Góly |
| ------ | ------ | ---- |
| 1993   | 1      | 0    |
| Celkem | 1      | 0    |

| Rok    | Zápasy | Góly |
| ------ | ------ | ---- |
| 1994   | 4      | 0    |
| 1995   | 8      | 0    |
| 1996   | 1      | 0    |
| 1997   | 5      | 0    |
| 1998   | 7      | 0    |
| 1999   | 7      | 1    |
| 2000   | 9      | 0    |
| 2001   | 4      | 0    |
| Celkem | 45     | 1    |

| Rok    | Zápasy | Góly |
| ------ | ------ | ---- |
| 1996   | 2      | 0    |
| Celkem | 2      | 0    |

## Manažerská kariéra
Dne 14. března 2013 byl jmenován novým sportovním manažerem druholigového Baníku Most. Jedním z jeho prvních manažerských rozhodnutí bylo doporučení Zbyňka Busty na pozici trenéra "A" týmu místo Michala Zacha. Po třech měsících však Řepka i s Bustou v Mostu skončili.

## Dosažené úspěchy

### Klubové
AC Sparta Praha
- 4× vítěz 1. české fotbalové ligy (1996/97, 1997/98, 2006/07, 2009/10)
- 3× vítěz Poháru ČMFS (1995/96, 2006/07, 2007/08)

ACF Fiorentina
- 1× vítěz italského poháru Coppa Italia (2000/01)

## Osobní život
Tomáš Řepka byl dvakrát ženatý, s exmanželkou Renátou má dceru Veroniku (* 1995) a syna Tommase (* 2000). V roce 2013 se oženil s modelkou Vlaďkou Erbovou, se kterou má syna Markuse (* 2012). Manželství skončilo rozvodem v roce 2016. Od roku 2017 byl ve vztahu s moderátorkou Kateřinou Kristelovou.
V březnu 2018 byl společně se svou přítelkyní Kateřinou Kristelovou obviněn policií z poškozování cizích práv, když zveřejnil inzerát kompromitující bývalou manželku Vlaďku Erbovou. Potýká se také s finančními problémy.
Dne 30. dubna 2019 jej soud pravomocně odsoudil k odnětí svobody v délce trvání dvou let. O tři dny později soud změnil jedno ze stávajících podmínečných odsouzení na půlroční pobyt ve věznici, takže se mu délka pobytu za mřížemi celkem protáhla na 2,5 roku.
Dne 27. května 2019 nastoupil do Vazební věznice Praha Ruzyně k výkonu trestu odnětí svobody v trvání 2,5 roku za zpronevěru a falešné pornoinzeráty, které vytvořil exmanželce Vlaďce Erbové. Odtud byl pak 7. června 2019 převezen do Věznice Plzeň. Trest mu byl později ještě zkrácen díky tomu, že mu soud uznal 293 odpracovaných hodin veřejně prospěšných prací jako 293 dní ve výkonu trestu odnětí svobody.
Z výkonu tohoto trestu byl podmíněně propuštěn na svobodu 6. ledna 2020 Krajským soudem v Plzni, který tak vyhověl jeho stížnosti proti předchozímu zamítnutí podmíněného propuštění Okresním soudem Plzeň - město. Jednání bylo neveřejné.  Vzhledem k tomu, že v průběhu tří let od vynesení rozsudku nebyl Řepka schopen uhradit škodu způsobenou trestnou činností, jednal v červnu 2023 Okresní soud v Plzni o tom, zda bude muset za porušení podmínky opět nastoupit do výkonu trestu. Verdikt nicméně soud nevynesl, neboť si chce ověřit Řepkovy majetkové poměry.
Na jaře 2023 si vzal svoji přítelkyni Kateřinu Kristelovou.

## Mimo hřiště
Zahrál si také menší roli v internetovém seriálu Vyšehrad. Na OneTV provozoval Talk show s názvem Blikanec Tomáše Řepky, do které zval známé osobnosti z oblasti kultury a sportu.Také vysílá na YouTubu Svůj podcast jménem RED CARD. 

## Autobiografie
- Začátkem roku 2011 vyšla kniha s osobní zpovědí Tomáše Řepky pod názvem Rebel, kterou zaznamenal Karel Felt
- V březnu 2014 vyšlo autobiografické pokračování s názvem Neuhýbám![28]
- V září 2018 vychází Diář Tomáše Řepky 2019[29]